# Vitesse individuelle masculine aux Jeux olympiques d'été de 2012
Pour un article plus général, voir Cyclisme aux Jeux olympiques d'été de 2012.
Navigation
Pékin 2008 Rio de Janeiro 2016
La vitesse individuelle masculine, épreuve de cyclisme sur piste des Jeux olympiques d'été de 2012, a lieu entre le 4 et le 6 août 2012 sur le vélodrome de Londres.
La médaille d'or revient au coureur Britannique Jason Kenny, la médaille d'argent au Français Grégory Baugé et la médaille de bronze à l'Australien Shane Perkins.

## Qualifications et participants
Pour cette édition seuls 18 athlètes sont qualifiés, avec une limite d'un seul par pays.
Le principal absent est le tenant du titre Chris Hoy, pourtant 3e du championnat du monde 2012, auquel sa fédération a préféré Jason Kenny, 2e de ces mêmes championnats.
Le Français Grégory Baugé, qui a remporté tous les championnats du monde depuis les derniers Jeux olympiques, fait figure de favori.

## Format de la compétition
Les dispositions particulières aux Jeux olympiques sont détaillées dans l'article 3.2.050 du règlement de l'UCI qui traite des tableaux pour toutes les compétitions internationales.
Dix-huit concurrents participent à l'épreuve.
Qualifications
Les concurrents effectuent individuellement un 200 m lancé.
16e de finale
9 confrontations de deux coureurs, déterminées en fonction des temps de qualification, en une seule manche. Les vainqueurs sont qualifiés pour les 8e de finale et les autres concurrents sont répartis en trois repêchages de trois concurrents ; le premier de chaque repêchage accède aux 8e de finale.
8e de finale
6 confrontations de deux coureurs en une seule manche. Les vainqueurs sont qualifiés pour les quarts de finale et les perdants sont répartis en deux repêchages de trois coureurs offrant chacun une place en quarts de finale.
Quarts de finale, demi-finales et finale
Confrontations de deux coureurs en deux manches gagnantes, sans repêchage.
Classement final
Les perdants des demi-finales se rencontrent en deux manches gagnantes pour la médaille de bronze. Les perdants des quarts de finale se disputent les places de 5 à 8 en une seule course. Les perdants des repêchages des 8e de finale font de même pour les places de 9 à 12. Les autres concurrents sont classés en fonction de leur temps de qualification.
Les règles détaillées d'appariement des coureurs à chaque tour en fonction de leur temps de qualification et de leurs résultats précédents dans le tournoi sont détaillés dans le règlement de l'UCI.

## Programme
Tous les temps correspondent à l'UTC+1
| Date                 | Horaire         | Manche                |
| -------------------- | --------------- | --------------------- |
| Samedi 4 août 2012   | 10 h 00 16 h 00 | Qualifications Séries |
| Dimanche 5 août 2012 | 16 h 35         | Quarts de finale      |
| Lundi 6 août 2012    | 16 h 00 17 h 40 | Demi-finales Finales  |

## Qualifications
À l'issue des 200 mètres contre-la-montre, les coureurs sont classés en fonction de leur temps.
| Rang | Cycliste            | Pays               | Temps    | Vitesse moyenne (km/h) |
| ---- | ------------------- | ------------------ | -------- | ---------------------- |
| 1    | Jason Kenny         | Grande-Bretagne    | 9 s 713  | 74,127                 |
| 2    | Grégory Baugé       | France             | 9 s 952  | 72,347                 |
| 3    | Shane Perkins       | Australie          | 9 s 987  | 72,093                 |
| 4    | Robert Förstemann   | Allemagne          | 10 s 072 | 71,485                 |
| 5    | Denis Dmitriev      | Russie             | 10 s 088 | 71,371                 |
| 6    | Hersony Canelón     | Venezuela          | 10 s 123 | 71,125                 |
| 7    | Seiichiro Nakagawa  | Japon              | 10 s 144 | 70,977                 |
| 8    | Zhang Miao          | Chine              | 10 s 155 | 70,901                 |
| 9    | Eddie Dawkins       | Nouvelle-Zélande   | 10 s 201 | 70,581                 |
| 10   | Njisane Phillip     | Trinité-et-Tobago  | 10 s 202 | 70,574                 |
| 11   | Azizulhasni Awang   | Malaisie           | 10 s 226 | 70,408                 |
| 12   | Jimmy Watkins       | États-Unis         | 10 s 247 | 70,264                 |
| 13   | Pavel Kelemen       | République tchèque | 10 s 311 | 69,828                 |
| 14   | Damian Zieliński    | Pologne            | 10 s 323 | 69,747                 |
| 15   | Bernard Esterhuizen | Afrique du Sud     | 10 s 350 | 69,565                 |
| 16   | Hodei Mazquiaran    | Espagne            | 10 s 604 | 67,898                 |
| 17   | Zafíris Volikákis   | Grèce              | 10 s 663 | 67,523                 |

## Premier tour

### Tour principal
| Cycliste          | Pays   | Temps                 | Moyenne (km/h)        |
| ----------------- | ------ | --------------------- | --------------------- |
| Grégory Baugé     | France | Vainqueur par forfait | Vainqueur par forfait |
| Zafíris Volikákis | Grèce  |                       |                       |

| Cycliste            | Pays           | Temps    | Moyenne (km/h) |
| ------------------- | -------------- | -------- | -------------- |
| Robert Förstemann   | Allemagne      | 11 s 100 | 64,864         |
| Bernard Esterhuizen | Afrique du Sud |          |                |

| Cycliste        | Pays               | Temps    | Moyenne (km/h) |
| --------------- | ------------------ | -------- | -------------- |
| Hersony Canelón | Venezuela          | 10 s 840 | 66,420         |
| Pavel Kelemen   | République tchèque |          |                |

| Cycliste          | Pays     | Temps    | Moyenne (km/h) |
| ----------------- | -------- | -------- | -------------- |
| Zhang Miao        | Chine    |          |                |
| Azizulhasni Awang | Malaisie | 10 s 473 | 68,748         |

| Cycliste         | Pays      | Temps    | Moyenne (km/h) |
| ---------------- | --------- | -------- | -------------- |
| Shane Perkins    | Australie | 10 s 722 | 67,151         |
| Hodei Mazquiaran | Espagne   |          |                |

| Cycliste         | Pays    | Temps    | Moyenne (km/h) |
| ---------------- | ------- | -------- | -------------- |
| Denis Dmitriev   | Russie  | 10 s 690 | 67,352         |
| Damian Zieliński | Pologne |          |                |

| Cycliste           | Pays       | Temps    | Moyenne (km/h) |
| ------------------ | ---------- | -------- | -------------- |
| Seiichiro Nakagawa | Japon      |          |                |
| Jimmy Watkins      | États-Unis | 10 s 399 | 69,237         |

| Cycliste        | Pays              | Temps    | Moyenne (km/h) |
| --------------- | ----------------- | -------- | -------------- |
| Eddie Dawkins   | Nouvelle-Zélande  |          |                |
| Njisane Phillip | Trinité-et-Tobago | 10 s 221 | 70,443         |

### Repêchages du premier tour
| Cycliste        | Pays             | Temps    | Moyenne (km/h) |
| --------------- | ---------------- | -------- | -------------- |
| Hersony Canelón | Venezuela        | 10 s 439 | 68,972         |
| Eddie Dawkins   | Nouvelle-Zélande |          |                |

| Cycliste           | Pays    | Temps    | Moyenne (km/h) |
| ------------------ | ------- | -------- | -------------- |
| Seiichiro Nakagawa | Japon   | 10 s 792 | 66,716         |
| Damian Zieliński   | Pologne |          |                |

| Cycliste            | Pays           | Temps    | Moyenne (km/h) |
| ------------------- | -------------- | -------- | -------------- |
| Bernard Esterhuizen | Afrique du Sud | 10 s 762 | 66,902         |
| Hodei Mazquiaran    | Espagne        |          |                |
| Zhang Miao          | Chine          |          |                |

## Deuxième tour

### Tour principal
| Cycliste            | Pays            | Temps    | Moyenne (km/h) |
| ------------------- | --------------- | -------- | -------------- |
| Jason Kenny         | Grande-Bretagne | 10 s 363 | 69,477         |
| Bernard Esterhuizen | Afrique du Sud  |          |                |

| Cycliste        | Pays      | Temps    | Moyenne (km/h) |
| --------------- | --------- | -------- | -------------- |
| Shane Perkins   | Australie | 10 s 978 | 65,585         |
| Hersony Canelón | Venezuela | Dsq      | Dsq            |

| Cycliste          | Pays     | Temps    | Moyenne (km/h) |
| ----------------- | -------- | -------- | -------------- |
| Denis Dmitriev    | Russie   | 10 s 278 | 70,052         |
| Azizulhasni Awang | Malaisie |          |                |

| Cycliste           | Pays   | Temps    | Moyenne (km/h) |
| ------------------ | ------ | -------- | -------------- |
| Grégory Baugé      | France | 10 s 490 | 68,636         |
| Seiichiro Nakagawa | Japon  |          |                |

| Cycliste          | Pays              | Temps    | Moyenne (km/h) |
| ----------------- | ----------------- | -------- | -------------- |
| Njisane Phillip   | Trinité-et-Tobago | 10 s 467 |                |
| Robert Förstemann | Allemagne         |          |                |

| Cycliste      | Pays               | Temps    | Moyenne (km/h) |
| ------------- | ------------------ | -------- | -------------- |
| Jimmy Watkins | États-Unis         | 10 s 511 | 68,499         |
| Pavel Kelemen | République tchèque |          |                |

### Repêchages du deuxième tour
| Cycliste            | Pays               | Temps    | Moyenne (km/h) |
| ------------------- | ------------------ | -------- | -------------- |
| Robert Förstemann   | Allemagne          | 10 s 881 | 66,170         |
| Bernard Esterhuizen | Afrique du Sud     |          |                |
| Pavel Kelemen       | République tchèque |          |                |

| Cycliste           | Pays      | Temps    | Moyenne (km/h) |
| ------------------ | --------- | -------- | -------------- |
| Azizulhasni Awang  | Malaisie  | 10 s 456 |                |
| Seiichiro Nakagawa | Japon     |          |                |
| Hersony Canelón    | Venezuela |          |                |

## Quarts de finale
| Cycliste          | Pays            | Temps (Manche 1) | Temps (Manche 2) |
| ----------------- | --------------- | ---------------- | ---------------- |
| Jason Kenny       | Grande-Bretagne | 10 s 433         | 10 s 030         |
| Azizulhasni Awang | Malaisie        |                  |                  |

| Cycliste          | Pays      | Temps (Manche 1) | Temps (Manche 2) |
| ----------------- | --------- | ---------------- | ---------------- |
| Grégory Baugé     | France    | 10 s 472         | 10 s 300         |
| Robert Förstemann | Allemagne |                  |                  |

| Cycliste      | Pays       | Temps (Manche 1) | Temps (Manche 2) |
| ------------- | ---------- | ---------------- | ---------------- |
| Shane Perkins | Australie  | 10 s 520         | 10 s 263         |
| Jimmy Watkins | États-Unis |                  |                  |

| Cycliste        | Pays              | Temps (Manche 1) | Temps (Manche 2) |
| --------------- | ----------------- | ---------------- | ---------------- |
| Njisane Phillip | Trinité-et-Tobago | 10 s 545         | 10 s 300         |
| Denis Dmitriev  | Russie            |                  |                  |

## Demi-finales
| Cycliste        | Pays              | Temps (Manche 1) | Temps (Manche 2) |
| --------------- | ----------------- | ---------------- | ---------------- |
| Jason Kenny     | Grande-Bretagne   | 10. s 59         | 10 s 166         |
| Njisane Phillip | Trinité-et-Tobago |                  |                  |

| Cycliste      | Pays      | Temps (Manche 1) | Temps (Manche 2) |
| ------------- | --------- | ---------------- | ---------------- |
| Grégory Baugé | France    | 10 s 358         | 10 s 268         |
| Shane Perkins | Australie |                  |                  |

## Finales
Match pour la médaille de bronze
| Cycliste        | Pays              | Temps (Manche 1) | Temps (Manche 2) | Rang |
| --------------- | ----------------- | ---------------- | ---------------- | ---- |
| Shane Perkins   | Australie         | 10 s 489         | 10 s 297         | 3    |
| Njisane Phillip | Trinité-et-Tobago |                  |                  | 4    |

Match pour la médaille d'or
| Cycliste      | Pays            | Temps (Manche 1) | Temps (Manche 2) | Rang |
| ------------- | --------------- | ---------------- | ---------------- | ---- |
| Jason Kenny   | Grande-Bretagne | 10 s 232         | 10 s 308         | 1    |
| Grégory Baugé | France          |                  |                  | 2    |

## Matchs de classement

### 5e-8eplace
| Cycliste          | Pays       | Temps    | Moyenne (km/h) | Rang |
| ----------------- | ---------- | -------- | -------------- | ---- |
| Denis Dmitriev    | Russie     | 10 s 340 | 69,632         | 5    |
| Jimmy Watkins     | États-Unis |          |                | 6    |
| Robert Förstemann | Allemagne  |          |                | 7    |
| Azizulhasni Awang | Malaisie   |          |                | 8    |

### 9e-12eplace
| Cycliste            | Pays               | Temps    | Moyenne (km/h) | Rang |
| ------------------- | ------------------ | -------- | -------------- | ---- |
| Seiichiro Nakagawa  | Japon              | 10 s 950 | 65,753         | 9    |
| Pavel Kelemen       | République tchèque |          |                | 10   |
| Bernard Esterhuizen | Afrique du Sud     |          |                | 11   |
| Hersony Canelón     | Venezuela          |          |                | 12   |